# Frankenblick
Frankenblick ist der Name einer Einheitsgemeinde im Landkreis Sonneberg im Freistaat Thüringen, die am 1. Januar 2012 durch den Zusammenschluss der Gemeinden Effelder-Rauenstein und Mengersgereuth-Hämmern entstanden ist.

## Geografie
Frankenblick liegt im Sonneberger Hinterland, dem südwestlichen Teil des fränkisch geprägten Landkreises Sonneberg. Das Gemeindegebiet grenzt im Osten an dem Frankenwald und im Norden an das Thüringer Schiefergebirge. Der Hauptteil von Frankenblick liegt auf der Schalkauer Platte, auch Schalkauer Plateau genannt. Die Grenze des Gemeindegebiets im Süden ist zugleich Grenze des Landkreises Sonneberg und Thüringens zu Bayern. Im Westen grenzt die Stadt Schalkau an das Gemeindegebiet, im Norden die Stadt Neuhaus am Rennweg und die Stadt Steinach, im Osten die Kreisstadt Sonneberg sowie im Süden Rödental und Neustadt bei Coburg (beide Landkreis Coburg, Bayern).

## Gemeindegliederung
Zur Gemeinde Frankenblick zählen folgende Ortsteile:
- Döhlau
- Effelder (mit Blatterndorf)
- Grümpen
- Meschenbach
- Rabenäußig (mit Fichtach, Hohetann und Melchersberg)
- Rauenstein
- Rückerswind
- Seltendorf (mit Welchendorf)
- Mengersgereuth-Hämmern (mit Schichtshöhn, Forschengereuth, Mengersgereuth und Hämmern)

## Geschichte
Die Fusion der Gemeinden Effelder-Rauenstein und Mengersgereuth-Hämmern wurde vom Innenausschuss des Thüringer Landtages zunächst abgelehnt. Nach Neuberatung stimmte der Thüringer Landtag am 16. Dezember 2011 der Bildung der Einheitsgemeinde zu.
Sitz der Gemeindeverwaltung ist Effelder, eine Außenstelle gibt es in Mengersgereuth-Hämmern.

## Politik

### Gemeinderat
Bisherige Gemeinderatswahlen fanden am 22. April 2012, am 25. Mai 2014 und am  26. Mai 2019 statt. Seit der Kommunalwahl am 26. Mai 2024 setzt sich der Gemeinderat wie folgt zusammen:

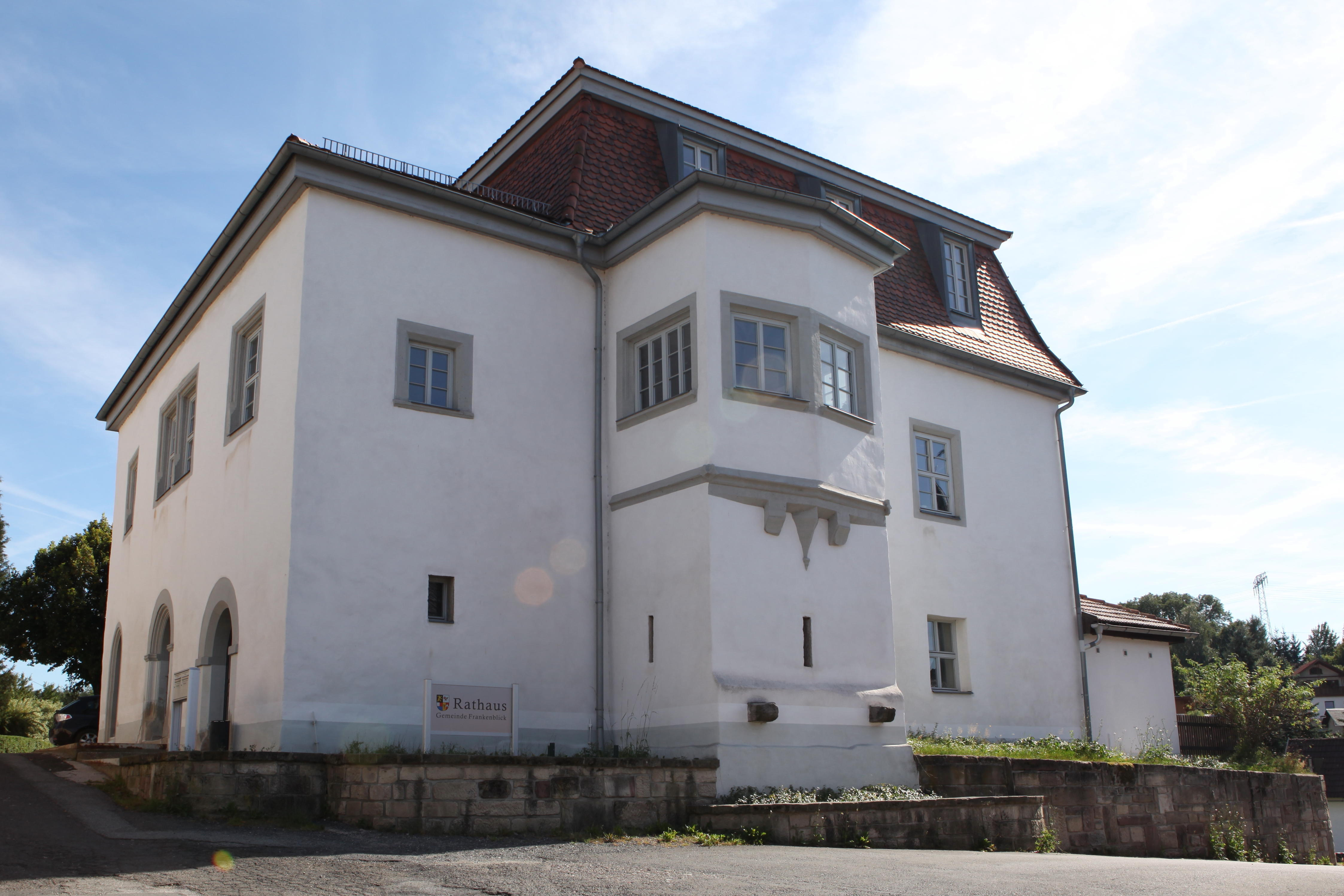
Rathaus der Gemeinde Frankenblick im Effelder Schloss

| Parteien und Wählergemeinschaften | Parteien und Wählergemeinschaften           | 2024   | 2024   |        | 2019   | 2019   |        | 2014   | 2014   |  | 2012 | 2012 | Kommunalwahl 2024Wahlbeteiligung: 64,5 % (2019: 69,9 %) %3020100 29,0 %28,7 %20,4 %13,0 %6,4 %2,5 %n. k. %n. k. % FWFaAfD-AfFbBfFcCDULinkeSPDFDPSPD/ FWFhGewinne und Verlusteim Vergleich zu 2019 %p 30 25 20 15 10 5 0 −5−10−15+29,0 %p+6,0 %p−4,5 %p−9,6 %p−6,9 %p+2,5 %p−3 %p−13,6 %pFWFAfD-AfFBfFCDULinkeSPDFDPSPD/ FWFAnmerkungen:a Freie Wählergemeinschaft Frankenblickb AfD – Allianz für Frankenblickc Bürger für Frankenblickh SPD/Freie Wähler Frankenblick |
| Parteien und Wählergemeinschaften | Parteien und Wählergemeinschaften           | %      | Sitze  | %      | Sitze  | %      | Sitze  | %      | Sitze  |  |      |      | Kommunalwahl 2024Wahlbeteiligung: 64,5 % (2019: 69,9 %) %3020100 29,0 %28,7 %20,4 %13,0 %6,4 %2,5 %n. k. %n. k. % FWFaAfD-AfFbBfFcCDULinkeSPDFDPSPD/ FWFhGewinne und Verlusteim Vergleich zu 2019 %p 30 25 20 15 10 5 0 −5−10−15+29,0 %p+6,0 %p−4,5 %p−9,6 %p−6,9 %p+2,5 %p−3 %p−13,6 %pFWFAfD-AfFBfFCDULinkeSPDFDPSPD/ FWFAnmerkungen:a Freie Wählergemeinschaft Frankenblickb AfD – Allianz für Frankenblickc Bürger für Frankenblickh SPD/Freie Wähler Frankenblick |
| BfF                               | Bürger für Frankenblick                     | 20,4   | 4      | 24,9   | 5      | 22,5   | 5      | 21,9   | 4      |  |      |      | Kommunalwahl 2024Wahlbeteiligung: 64,5 % (2019: 69,9 %) %3020100 29,0 %28,7 %20,4 %13,0 %6,4 %2,5 %n. k. %n. k. % FWFaAfD-AfFbBfFcCDULinkeSPDFDPSPD/ FWFhGewinne und Verlusteim Vergleich zu 2019 %p 30 25 20 15 10 5 0 −5−10−15+29,0 %p+6,0 %p−4,5 %p−9,6 %p−6,9 %p+2,5 %p−3 %p−13,6 %pFWFAfD-AfFBfFCDULinkeSPDFDPSPD/ FWFAnmerkungen:a Freie Wählergemeinschaft Frankenblickb AfD – Allianz für Frankenblickc Bürger für Frankenblickh SPD/Freie Wähler Frankenblick |
| CDU                               | Christlich Demokratische Union Deutschlands | 13,0   | 3      | 22,6   | 4      | 36,0   | 7      | 42,0   | 9      |  |      |      | Kommunalwahl 2024Wahlbeteiligung: 64,5 % (2019: 69,9 %) %3020100 29,0 %28,7 %20,4 %13,0 %6,4 %2,5 %n. k. %n. k. % FWFaAfD-AfFbBfFcCDULinkeSPDFDPSPD/ FWFhGewinne und Verlusteim Vergleich zu 2019 %p 30 25 20 15 10 5 0 −5−10−15+29,0 %p+6,0 %p−4,5 %p−9,6 %p−6,9 %p+2,5 %p−3 %p−13,6 %pFWFAfD-AfFBfFCDULinkeSPDFDPSPD/ FWFAnmerkungen:a Freie Wählergemeinschaft Frankenblickb AfD – Allianz für Frankenblickc Bürger für Frankenblickh SPD/Freie Wähler Frankenblick |
| AfD                               | Alternative für Deutschland                 | 28,7   | 6      | 8,8    | 2      | –      | –      | –      | –      |  |      |      | Kommunalwahl 2024Wahlbeteiligung: 64,5 % (2019: 69,9 %) %3020100 29,0 %28,7 %20,4 %13,0 %6,4 %2,5 %n. k. %n. k. % FWFaAfD-AfFbBfFcCDULinkeSPDFDPSPD/ FWFhGewinne und Verlusteim Vergleich zu 2019 %p 30 25 20 15 10 5 0 −5−10−15+29,0 %p+6,0 %p−4,5 %p−9,6 %p−6,9 %p+2,5 %p−3 %p−13,6 %pFWFAfD-AfFBfFCDULinkeSPDFDPSPD/ FWFAnmerkungen:a Freie Wählergemeinschaft Frankenblickb AfD – Allianz für Frankenblickc Bürger für Frankenblickh SPD/Freie Wähler Frankenblick |
| AfF                               | Allianz für Frankenblick                    | 28,7   | 6      | 13,9   | 3      | –      | –      | –      | –      |  |      |      | Kommunalwahl 2024Wahlbeteiligung: 64,5 % (2019: 69,9 %) %3020100 29,0 %28,7 %20,4 %13,0 %6,4 %2,5 %n. k. %n. k. % FWFaAfD-AfFbBfFcCDULinkeSPDFDPSPD/ FWFhGewinne und Verlusteim Vergleich zu 2019 %p 30 25 20 15 10 5 0 −5−10−15+29,0 %p+6,0 %p−4,5 %p−9,6 %p−6,9 %p+2,5 %p−3 %p−13,6 %pFWFAfD-AfFBfFCDULinkeSPDFDPSPD/ FWFAnmerkungen:a Freie Wählergemeinschaft Frankenblickb AfD – Allianz für Frankenblickc Bürger für Frankenblickh SPD/Freie Wähler Frankenblick |
| SPD                               | Sozialdemokratische Partei Deutschlands     | 2,5    | 0      | 13,6   | 3      | 16,4   | 3      | 10,0   | 2      |  |      |      | Kommunalwahl 2024Wahlbeteiligung: 64,5 % (2019: 69,9 %) %3020100 29,0 %28,7 %20,4 %13,0 %6,4 %2,5 %n. k. %n. k. % FWFaAfD-AfFbBfFcCDULinkeSPDFDPSPD/ FWFhGewinne und Verlusteim Vergleich zu 2019 %p 30 25 20 15 10 5 0 −5−10−15+29,0 %p+6,0 %p−4,5 %p−9,6 %p−6,9 %p+2,5 %p−3 %p−13,6 %pFWFAfD-AfFBfFCDULinkeSPDFDPSPD/ FWFAnmerkungen:a Freie Wählergemeinschaft Frankenblickb AfD – Allianz für Frankenblickc Bürger für Frankenblickh SPD/Freie Wähler Frankenblick |
| FWF                               | Freie Wählergemeinschaft Frankenblick       | 29,0   | 6      | 13,6   | 3      | 16,4   | 3      | 6,5    | 1      |  |      |      | Kommunalwahl 2024Wahlbeteiligung: 64,5 % (2019: 69,9 %) %3020100 29,0 %28,7 %20,4 %13,0 %6,4 %2,5 %n. k. %n. k. % FWFaAfD-AfFbBfFcCDULinkeSPDFDPSPD/ FWFhGewinne und Verlusteim Vergleich zu 2019 %p 30 25 20 15 10 5 0 −5−10−15+29,0 %p+6,0 %p−4,5 %p−9,6 %p−6,9 %p+2,5 %p−3 %p−13,6 %pFWFAfD-AfFBfFCDULinkeSPDFDPSPD/ FWFAnmerkungen:a Freie Wählergemeinschaft Frankenblickb AfD – Allianz für Frankenblickc Bürger für Frankenblickh SPD/Freie Wähler Frankenblick |
| LINKE                             | Die Linke                                   | 6,4    | 1      | 13,3   | 3      | 20,7   | 4      | 14,8   | 3      |  |      |      | Kommunalwahl 2024Wahlbeteiligung: 64,5 % (2019: 69,9 %) %3020100 29,0 %28,7 %20,4 %13,0 %6,4 %2,5 %n. k. %n. k. % FWFaAfD-AfFbBfFcCDULinkeSPDFDPSPD/ FWFhGewinne und Verlusteim Vergleich zu 2019 %p 30 25 20 15 10 5 0 −5−10−15+29,0 %p+6,0 %p−4,5 %p−9,6 %p−6,9 %p+2,5 %p−3 %p−13,6 %pFWFAfD-AfFBfFCDULinkeSPDFDPSPD/ FWFAnmerkungen:a Freie Wählergemeinschaft Frankenblickb AfD – Allianz für Frankenblickc Bürger für Frankenblickh SPD/Freie Wähler Frankenblick |
| FDP                               | Freie Demokratische Partei                  | –      | –      | 3,0    | 0      | 4,4    | 1      | 4,9    | 1      |  |      |      | Kommunalwahl 2024Wahlbeteiligung: 64,5 % (2019: 69,9 %) %3020100 29,0 %28,7 %20,4 %13,0 %6,4 %2,5 %n. k. %n. k. % FWFaAfD-AfFbBfFcCDULinkeSPDFDPSPD/ FWFhGewinne und Verlusteim Vergleich zu 2019 %p 30 25 20 15 10 5 0 −5−10−15+29,0 %p+6,0 %p−4,5 %p−9,6 %p−6,9 %p+2,5 %p−3 %p−13,6 %pFWFAfD-AfFBfFCDULinkeSPDFDPSPD/ FWFAnmerkungen:a Freie Wählergemeinschaft Frankenblickb AfD – Allianz für Frankenblickc Bürger für Frankenblickh SPD/Freie Wähler Frankenblick |
| Gesamt                            | Gesamt                                      | 100    | 20     | 100    | 20     | 100    | 20     | 100    | 20     |  |      |      | Kommunalwahl 2024Wahlbeteiligung: 64,5 % (2019: 69,9 %) %3020100 29,0 %28,7 %20,4 %13,0 %6,4 %2,5 %n. k. %n. k. % FWFaAfD-AfFbBfFcCDULinkeSPDFDPSPD/ FWFhGewinne und Verlusteim Vergleich zu 2019 %p 30 25 20 15 10 5 0 −5−10−15+29,0 %p+6,0 %p−4,5 %p−9,6 %p−6,9 %p+2,5 %p−3 %p−13,6 %pFWFAfD-AfFBfFCDULinkeSPDFDPSPD/ FWFAnmerkungen:a Freie Wählergemeinschaft Frankenblickb AfD – Allianz für Frankenblickc Bürger für Frankenblickh SPD/Freie Wähler Frankenblick |
| Wahlbeteiligung                   | Wahlbeteiligung                             | 64,5 % | 64,5 % | 69,9 % | 69,9 % | 54,0 % | 54,0 % | 69,8 % | 69,8 % |  |      |      | Kommunalwahl 2024Wahlbeteiligung: 64,5 % (2019: 69,9 %) %3020100 29,0 %28,7 %20,4 %13,0 %6,4 %2,5 %n. k. %n. k. % FWFaAfD-AfFbBfFcCDULinkeSPDFDPSPD/ FWFhGewinne und Verlusteim Vergleich zu 2019 %p 30 25 20 15 10 5 0 −5−10−15+29,0 %p+6,0 %p−4,5 %p−9,6 %p−6,9 %p+2,5 %p−3 %p−13,6 %pFWFAfD-AfFBfFCDULinkeSPDFDPSPD/ FWFAnmerkungen:a Freie Wählergemeinschaft Frankenblickb AfD – Allianz für Frankenblickc Bürger für Frankenblickh SPD/Freie Wähler Frankenblick |

- Linke: 1
- BfF: 4
- FWF: 6
- CDU: 3
- AfD-AfF: 6

### Bürgermeister
Bei der Wahl des Bürgermeisters am 15. April 2018 wurde Jürgen Köpper (CDU) mit 66 % der Stimmen wiedergewählt (−0,4 % zu 2012). Seine stärkste Kontrahentin Elke Zinner (LINKE) erreichte 34 %. Die Wahlbeteiligung betrug 60,2 %.
Nachdem Köpper Erster Beigeordneter von Landrat Hans-Peter Schmitz wurde, war eine Neuwahl nötig, welche bei den Kommunalwahlen am 26. Mai und 9. Juni 2019 durchgeführt und von Ute Müller-Gothe (CDU) in der Stichwahl, wieder gegen Elke Zinner, mit 61,4 % der Stimmen gewonnen wurde. Die Wahlbeteiligung betrug bei der Stichwahl 54,5 %

### Partnergemeinde
Seit 1991 besteht eine Gemeindepartnerschaft zwischen Frankenblick und Waldstetten (Ostalbkreis) in Baden-Württemberg.

## Kultur, Sehenswürdigkeiten und Tourismus
Die Gemeinde Frankenblick ist Teil des Tourismusverbundes Schaumberger Land. Hierzu gehört im Landkreis Sonneberg auch die Stadt Schalkau. Mit dem Beitritt Rödentals erweitert sich das Einzugsgebiet des Tourismusverbundes länderübergreifend nach Oberfranken.
Das älteste Rezept für die vielgepriesenen Thüringer Klöße stammt von Pfarrer Friedrich Timotheus Heim aus dem Ortsteil Effelder der Gemeinde Frankenblick in seiner handschriftlich überlieferten Topographie des Pfarrspiels Effelder (1808–1814).

## Verkehr
Frankenblick liegt an der Bahnstrecke Eisfeld–Sonneberg. Im Gemeindegebiet liegen die Haltepunkte in Rauenstein (Thür), Seltendorf, Effelder (Thür), Mengersgereuth-Hämmern und Mengersgereuth-Hämmern Ost. Es verkehren zweistündlich Züge der Süd-Thüringen-Bahn.

## Dialekt
In der Gemeinde Frankenblick wird der unterfränkische Dialekt Itzgründisch gesprochen, woran sich die ethnisch-kulturelle Zugehörigkeit zur Region Franken erkennen lässt.

## Wappen
Das Gemeindewappen zeigt oben links das Wappen der obersächsischen Markgrafen von Meißen. Das Gemeindegebiet gehörte von 1353 bis 1425 als Teil der Pflege Coburg zu deren Herrschaftsbereich, bis dieses dann bis 1918 an die obersächsischen Wettiner ging. Oben rechts befindet sich das Wappen des Heiligen St. Kilian, dem die evangelische Kirche in Effelder geweiht ist. Unten links findet sich das Wappen des fränkischen Adelsgeschlechts der Schaumberger und unten rechts wurde das Wappen der Herren von Sonneberg platziert. Beide Adelsgeschlechter beherrschten das Gebiet bis Ende des 13. bzw. Anfang des 14. Jahrhunderts. In dieser Zeit kam das Gemeindegebiet als Teil der Neuen Herrschaft der fränkischen Henneberger 1291 zur Mark Brandenburg.

## Persönlichkeiten
- Arthur Ehrhardt (1896–1971), Offizier, Militärschriftsteller, Übersetzer und politischer Publizist
- Werner Jacob (1938–2006), Organist und Komponist
- Rolf Rosenbrock (* 1945), Gesundheitswissenschaftler
- Monika Debertshäuser (* 1952), Skilangläuferin
- Bernd Eckstein (* 1953), Skispringer
- Raimund Litschko (* 1967), Skispringer